# Qardho
Qardho (somaleză Qardho, arabă قرضو) este un oraș din Somalia.